# Arbetarfolkets röst
Arbetarfolkets röst, tidskrift utgiven 15 november 1936 till  15 september 1939 av Gävleborgs distrikt av Sveriges kommunistiska parti. Dagstidning med samma huvudtitel utgiven 1940-1943, kanske 1937-1943. 

## Tidskriften
Tidskriftens fulla titel : Arbetarfolkets röst : tidning för Gävleborgs läns arbetare och småbönder / utgiven av Gävleborgs distrikt av Sveriges kommunistiska parti enligt Libris. Redaktionen satt i Gävle och tidningen trycktes hela tiden på Nyheterna tryckeri i Hudiksvall. Utgivningstiden är uppskattad då det bevarade tidningsmaterialet på Kungliga Biblioteket kan ha stora luckor.

## Dagstidningen
1937 börjar dagstidningen med full titel Arbetarfolkets röst ges ut med ett nummer i veckan till 14 maj 1943. Redaktionen satt ifrån oktober 1940 till maj 1942 i Landafors och sedan resten av 1942 i Sandviken.
Dagstidningen Arbetarfolkets Röst gavs ut av Inapress förlag i Stockholm. Tidningen trycktes bara i Svart. Priset för tidningen var 3 kr i kvartalet eller 11 kr för helåret 1942. Dagstidningen hade 8 -10 sidor. Tidningen trycktes från 3 oktober 1940 till 25 december 1942 på Tryckeriaktiebolaget Västermalm i Stockholm. Det är oklart om tidningen som trycktes i Gävle gavs ut som dagstidning en del av tiden. Efter att tryckningen flyttade till Stockholm kom tidningen i alla fall ut som dagstidning.
| Period                 | Ansvarig utgivare   | Titel        | Kommentar     | Period                 | Redaktör         |               |
| 1936-11-15--1936-11-15 | Uppgift saknas      |              |               | 1940-10-03--1942-05-08 | Persson, Ola F.  | Dagstidningen |
| 1936-12-15--1939-09-15 | Mars, Per           |              | Tidskriften   | 1942-05-15--1942-12-25 | Johansson, Yngve | Dagstidningen |
| 1937-09-08--1943-05-14 | Mars, Per Zacharias | ombudsmannen | Dagstidningen |                        |                  |               |